# Randy Weber
Randall Keith "Randy" Weber, född 2 juli 1953 i Pearland i Texas, är en amerikansk politiker (republikan). Han är ledamot av USA:s representanthus sedan 2013.
Ron Paul kandiderade inte till omval i representanthuset i kongressvalet 2012. I den avgörande omgången av republikanernas primärval besegrade Weber Felicia Harris. I själva kongressvalet var Weber etta och demokraten Nick Lampson tvåa. Zach Grady kandiderade för Libertarian Party och Rhett Rosenquest Smith för Green Party of the United States.